# Pfizer Award in Enzyme Chemistry
Der Pfizer Award in Enzyme Chemistry war ein von der Sektion Biochemie (Biological Chemistry) der American Chemical Society (ACS) vergebener Wissenschaftspreis auf dem Gebiet der Chemie der Enzyme.
Der Preis wurde 1945 gegründet von 1946 bis 2021 vergeben. Er sollte herausragende Arbeiten auf dem Gebiet der Enzymchemie auszeichnen. Die Preisträger sollen vor höchstens 12 Jahren ihr Postdoktorat beendet und ihre Arbeiten in einem nicht-kommerziellen Bereich geleistet haben. Die Arbeiten durften noch nicht durch einen anderen von Pfizer gesponserten Preis ausgezeichnet worden sein.
Fünf der Preisträger erhielten später den Nobelpreis für Physiologie oder Medizin, vier den Nobelpreis für Chemie (Stand 2022).

## Preisträger
- 1946 David E. Green
- 1947 Van R. Potter
- 1948 Albert L. Lehninger
- 1949 Henry A. Lardy
- 1950 Britton Chance
- 1951 Arthur Kornberg (Nobelpreis für Medizin 1959)
- 1952 Bernard L. Horecker
- 1953 Earl R. Stadtman
- 1954 Alton Meister
- 1955 Paul D. Boyer (Nobelpreis für Chemie 1997)
- 1956 Merton F. Utter
- 1957 G. Robert Greenberg
- 1958 Eugene P. Kennedy
- 1959 Minor J. Coon
- 1960 Arthur B. Pardee
- 1961 Frank M. Huennekens
- 1962 Jack L. Strominger
- 1963 Charles Gilvarg
- 1964 Marshall Nirenberg (Nobelpreis für Medizin 1968)
- 1965 Frederic M. Richards
- 1966 Samuel B. Weiss
- 1967 P. Roy Vagelos, Salih J. Wakil
- 1968 William J. Rutter
- 1969 Robert T. Schimke
- 1970 Herbert Weissback
- 1971 Jack Preiss
- 1972 Ekkehard K. F. Bautz
- 1973 Howard M. Temin (Nobelpreis für Medizin 1975)
- 1974 Michael J. Chamberlin
- 1975 Malcolm L. Gefter
- 1976 Michael S. Brown (Nobelpreis für Medizin 1985), Joseph L. Goldstein (Nobelpreis für Medizin 1985)
- 1977 Stephen J. Benkovic
- 1978 Paul R. Schimmel
- 1979 Frederik C. Hartman
- 1980 Thomas A. Steitz (Nobelpreis für Chemie 2009)
- 1981 Daniel V. Santi
- 1982 Richard R. Burgess
- 1983 Paul L. Modrich (Nobelpreis für Chemie 2015)
- 1984 Robert T. N. Tjian
- 1985 Thomas R. Cech (Nobelpreis für Chemie 1989)
- 1986 JoAnne Stubbe
- 1987 Gregory A. Petsko
- 1988 John W. Kozarich
- 1989 Kenneth Allen Johnson
- 1990 James A. Wells
- 1991 Ronald Vale
- 1992 Carl O. Pabo
- 1993 Michael H. Gelb
- 1994 Donald Hilvert
- 1995 Gerald F. Joyce
- 1996 Paul Andrew Karplus
- 1997 Daniel Herschlag
- 1998 Ronald T. Raines
- 1999 David W. Christianson
- 2000 Eric T. Kool
- 2001 Ruma Banerjee
- 2002 Karin Musier-Forsyth
- 2003 Dorothee Kern
- 2004 Wilfred A. van der Donk
- 2005 Nicole S. Sampson
- 2006 James M. Berger
- 2007 Neil L. Kelleher
- 2008 Carsten Krebs
- 2009 Virginia Cornish
- 2010 Vahe Bandarian
- 2011 Sarah O’Connor
- 2012 Jin Zhang
- 2013 Kate Carroll
- 2014 Hening Lin
- 2015 Douglas Mitchell
- 2016 Michelle C. Chang
- 2017 Emily Balskus
- 2018 Mohammad Seyedsayamdost
- 2019 Kenichi Yokoyama
- 2020 Rahul M. Kohli
- 2021 Amie Boal